# همشیره (فسیل)
همشیره (فسیل) (نام علمی: Homogalax) نام یک سرده از راسته تک‌سم‌سانان است.